# Posse de Donald Trump em 2025
A posse (português brasileiro) ou investidura (português europeu) de Donald Trump como o 47.º presidente dos Estados Unidos, ocorreu na segunda-feira, 20 de janeiro de 2025, na Rotunda do Capitólio dos Estados Unidos em Washington, D.C. O evento foi a segunda posse de Trump como presidente e a 60ª posse presidencial dos Estados Unidos. J. D. Vance foi empossado como o 50º vice-presidente dos Estados Unidos.
O evento estava programado para ocorrer na Frente Oeste do Capitólio dos Estados Unidos em Washington, D.C., mas devido ao frio intenso previsto, o evento foi transferido para a Rotunda do Capitólio no dia 17 de janeiro. A posse incluirá uma cerimônia de juramento, uma cerimônia de assinatura, um almoço inaugural, uma revista às tropas, uma procissão e um desfile. Bailes inaugurais serão realizados em vários locais antes e depois das cerimônias inaugurais. Vários membros democratas do Congresso decidiram boicotar a posse de Trump.
A cerimônia anterior para a posse de Joe Biden foi amplamente reduzida devido a crises políticas, de saúde pública, econômicas e de segurança nacional extraordinárias, incluindo a pandemia de COVID-19 e o ataque ao Capitólio em 6 de janeiro.

## Descrição
A posse de Donald Trump como o 47º presidente dos Estados Unidos é a 60ª posse presidencial dos EUA e a segunda posse de Donald Trump como presidente. Ela marcará o início do segundo e último mandato não consecutivo de Trump como presidente, o mandato de J. D. Vance como o 50º vice-presidente, e a única re-posse não consecutiva de um presidente dos EUA desde a segunda posse de Grover Cleveland em 1893. A primeira posse de Trump ocorreu oito anos antes, em janeiro de 2017.

## Planejamento
O evento está programado para ocorrer na segunda-feira, 20 de janeiro de 2025, na Rotunda do Capitólio dos Estados Unidos, em Washington, D.C. Realizada na terceira segunda-feira de janeiro, a posse coincidirá com o feriado do Dia de Martin Luther King, marcando a terceira vez que uma posse ocorre na mesma data desse feriado.

### Comitê Conjunto do Congresso
Em maio de 2024, ambas as casas do Congresso nomearam um Comitê Conjunto de Cerimônias Inaugurais para supervisionar a construção da plataforma e outras estruturas temporárias que serão necessárias para as cerimônias e celebrações.

### Segurança e operações

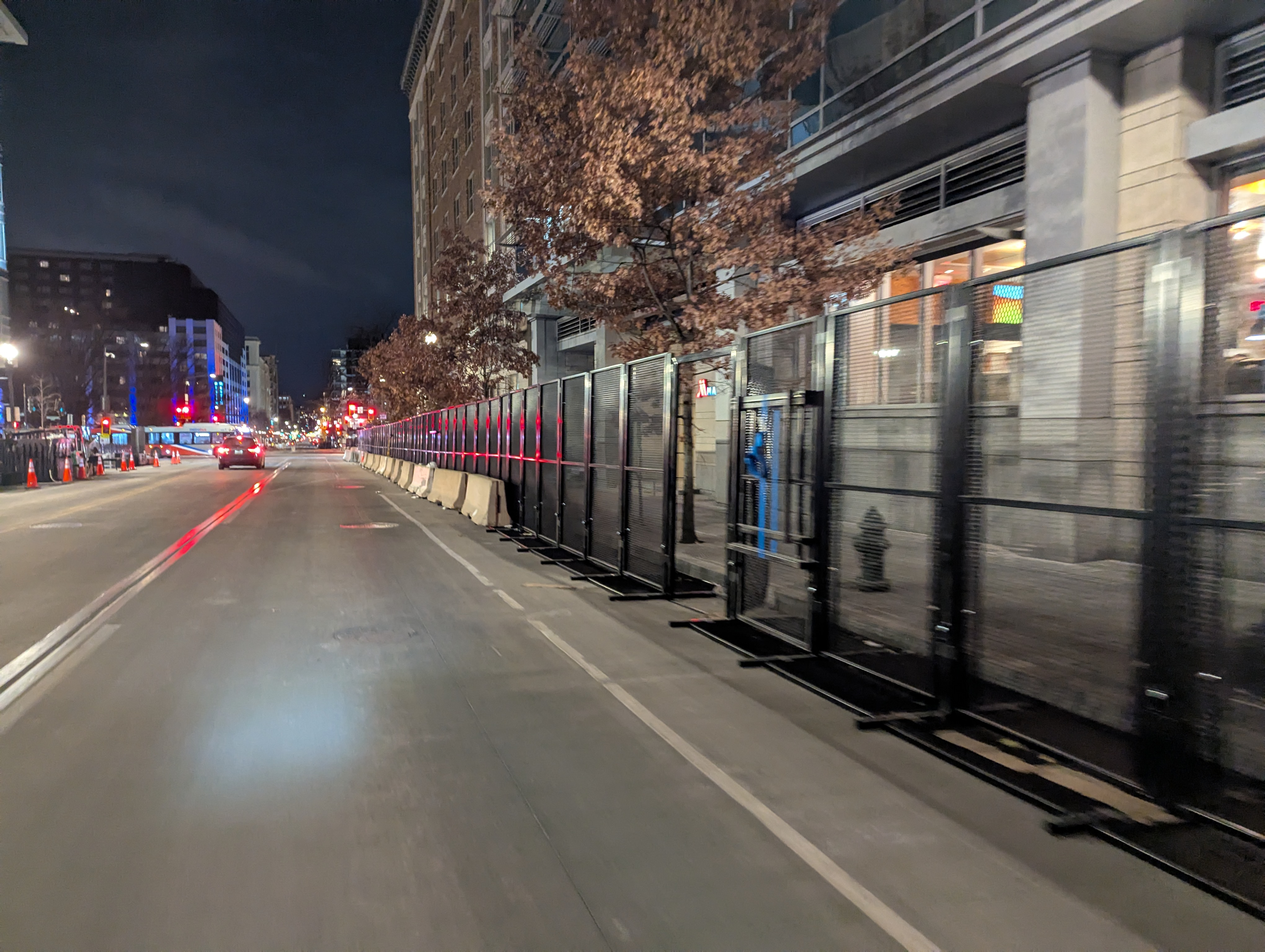
Cercas de segurança em Washington, D.C., antes da posse

Em outubro de 2024, a Polícia do Capitólio dos Estados Unidos realizou uma avaliação de inteligência que concluiu que um grupo ativista "com histórico de manifestações em larga escala envolvendo atividades ilegais planeja protestar contra a posse, independentemente do resultado" e que outros grupos protestando contra a guerra Israel-Hamas eram "quase certos de mirar a posse", independentemente do vencedor da eleição presidencial dos EUA. Segundo o New York Times, os organizadores da Marcha das Mulheres de 2017 estavam comprometidos em recriá-la sob a marca renovada "Marcha do Povo", embora não estivesse claro se a participação alcançaria os números do evento de 2017.
As agências previstas para participar do planejamento da cerimônia incluem a Polícia do Capitólio dos EUA, a polícia metropolitana de Washington, D.C., e a Polícia de Parques dos EUA. Vinte e quatro estados ofereceram apoio da Guarda Nacional para a certificação dos votos eleitorais e as cerimônias inaugurais.

### Comitê de Posse
Em 9 de novembro de 2024, Trump anunciou a formação do Trump Vance Inaugural Committee, Inc., uma organização 501(c)(4) dedicada ao planejamento dos eventos de posse. Os co-presidentes do comitê são Steve Witkoff e a ex-senadora dos EUA Kelly Loeffler, amigos de longa data e apoiadores do presidente eleito.

#### Doações
Os líderes de várias empresas de tecnologia prometeram doações e serviços para a posse. O CEO da OpenAI, Sam Altman, disse por meio de um porta-voz que fará uma doação pessoal de 1 milhão de dólares. Mark Zuckerberg, chefe da Meta, empresa controladora do Facebook e Instagram, enviou 1 milhão de dólares. Também foi relatado no Wall Street Journal que o CEO da Amazon, Jeff Bezos, ofereceu transmitir a cerimônia no Amazon Prime, o que representaria uma doação em espécie de 1 milhão de dólares. Observadores dizem que essas doações são porque alguns desses líderes de tecnologia tiveram conflitos com Trump no passado, esperando reduzir a pressão regulatória sobre suas empresas na próxima administração.
Em 18 de dezembro, a Uber Technologies e seu CEO, Dara Khosrowshahi, concordaram em doar 1 milhão de dólares cada para a posse. Esta foi a maior doação de Khosrowshahi a um candidato político. 
Em 23 de dezembro, a Ford Motor Company e a General Motors anunciaram que doariam 1 milhão de dólares cada e forneceriam uma frota de veículos para a posse.

### Convites
O presidente dos EUA, Joe Biden (que derrotou Trump em 2020 e foi empossado como o 46º presidente em 2021), a vice-presidente Kamala Harris (que foi a principal oponente de Trump em 2024), os ex-presidentes Bill Clinton, George W. Bush e Barack Obama (a quem Trump sucedeu pela primeira vez em 2017) comparecerão à posse. As ex-primeiras-damas Hillary Clinton (antiga oponente de Trump em 2016) e Laura Bush também estarão presentes na cerimônia. A ex-primeira-dama Michelle Obama não comparecerá à posse.
Nenhum chefe de Estado estrangeiro foi registrado como presente em uma posse presidencial dos EUA; geralmente, diplomatas representam seus países nas posses. O CBS News também informou que o Primeiro-Ministro da Hungria, Viktor Orbán, foi convidado. O Presidente de El Salvador, Nayib Bukele e a Primeira-Ministra da Itália, Giorgia Meloni também foram convidados.
O primeiro-ministro israelense, Benjamin Netanyahu, e o presidente argentino, Javier Milei, estão planejando comparecer à cerimônia, segundo relatos. A Rússia confirmou que o presidente Vladimir Putin não recebeu um convite. Trump declarou que não convidou o presidente Volodymyr Zelenskyy para sua posse, mas expressou disposição em recebê-lo, caso ele decidisse comparecer. A ex-primeira-ministra britânica Liz Truss também participará da cerimônia.
O ex-presidente brasileiro Jair Bolsonaro indicou que foi convidado, mas precisaria que seu passaporte, que foi confiscado, fosse devolvido para poder viajar. O ministro do STF, Alexandre de Moraes, impediu a devolução, alegando risco de fuga. Ele, então, será representado por sua esposa, Michele Bolsonaro.
Os ministros das Relações Exteriores das nações do QUAD, incluindo S. Jaishankar da Índia, Penny Wong da Austrália e Takeshi Iwaya do Japão, também comparecerão à posse. Eles devem se encontrar com Trump no dia seguinte à cerimônia para discussões.
Os políticos franceses do partido Reconquête, Éric Zemmour e Sarah Knafo, assim como a líder do Identity–Freedoms, Marion Maréchal, também comparecerão à cerimônia. O líder do Vox, da Espanha, Santiago Abascal, também planeja comparecer à cerimônia. O líder belga do Vlaams Belang, Tom Van Grieken, o líder do Reform UK, Nigel Farage, o co-líder do Alternativa para a Alemanha, Tino Chrupalla, e o ex-primeiro-ministro polonês, Mateusz Morawiecki, também confirmaram sua presença. Membros do Bundestag, Jan Wenzel Schmidt e Beatrix von Storch, junto com seu marido, Sven von Storch, confirmaram sua presença. A co-líder do AfD, Alice Weidel, e Herbert Kickl, do Partido da Liberdade da Áustria, que foi convidado, não participarão da cerimônia.
Os empresários Elon Musk, Jeff Bezos e Mark Zuckerberg, três dos homens mais ricos do mundo, comparecerão à posse. Eles terão um papel de destaque no evento, sentados juntos na plataforma ao lado de outros convidados ilustres, incluindo indicados ao gabinete e autoridades eleitas. Também foi relatado que o CEO do TikTok, Shou Zi Chew, comparecerá à posse. Tim Cook, da Apple, Sundar Pichai, da Alphabet, Sam Altman, da OpenAI, e Dara Khosrowshahi, da Uber, também estão programados para participar do evento.

## Ordem dos eventos
Uma ordem de eventos para a posse de 20 de janeiro de 2025 foi publicada pelo Comitê Conjunto de Cerimônias Inaugurais e pelo Serviço Nacional de Parques, com um cronograma detalhado a ser divulgado mais próximo do evento.
| Evento                  | Evento | Hora     | Local                                               | Descrição | Referência(s)               |
| ----------------------- | ------ | -------- | --------------------------------------------------- | --- | --------------------------- |
| Cerimônia de Juramento  |        | 12:00 ET | Capitólio dos Estados Unidos, rotunda               | Durante a cerimônia de posse, o presidente eleito e o vice-presidente eleito fizeram os juramentos de posse, e então o novo presidente fez o discurso inaugural. | [ 45 ] [ 47 ] [ 46 ]        |
| Cerimônia de Assinatura |        |          | Sala do Presidente                                  | Após a cerimônia de posse, o presidente está agendado para se retirar para a Sala do Presidente (Sala S-216), onde, de forma habitual, é tirada uma foto oficial e ele assina documentos de transição. | [ 45 ] [ 47 ] [ 48 ]        |
| Almoço Inaugural        |        |          | National Statuary Hall                              | O presidente e o vice-presidente estão agendados para participar de um almoço inaugural com os líderes do Senado e da Câmara dos Representantes, além de convidados especiais. | [ 45 ] [ 47 ] [ 46 ]        |
| Revista das Tropas      |        |          | Capitólio dos Estados Unidos, escadas do lado leste | Após o almoço, o presidente e o vice-presidente geralmente se dirigem para as escadas do lado leste do Capitólio para revisar as forças militares que formarão o escolta processional, incluindo a Guarda do Comandante-em-Chefe, a "Banda do Presidente" dos Fuzileiros Navais dos Estados Unidos, entre outras. | [ 45 ] [ 47 ] [ 46 ]        |
| Procissão               |        |          | Avenida Pensilvânia                                 | Acompanhado pelo escolta militar, espera-se que o presidente viaje no carro oficial presidencial pela Avenida Pensilvânia até o palanque de revisão em frente à Casa Branca. | [ 45 ] [ 47 ]               |
| Desfile                 |        | 15:00 ET | Capital One Arena                                   | Um desfile, composto por unidades militares e civis de marcha e performance de cada estado, tradicionalmente passa em frente ao palanque de revisão em frente à Casa Branca. Devido ao mau tempo, isso foi transferido para um local interno e acontecerá na Capitol One Arena.                                   | [ 45 ] [ 47 ] [ 46 ] [ 44 ] |

### Juramentos de posse
O juiz associado da Suprema Corte, Brett Kavanaugh, administrou o juramento de posse do vice-presidente a J. D. Vance. O juiz-chefe da Suprema Corte, John Roberts, administrou o juramento de posse presidencial a Donald Trump. A esposa de Trump, Melania, segurou duas Bíblias para que Trump colocasse sua mão esquerda enquanto recitava o juramento, de acordo com o costume, mas ele não o fez.

### Bailes
Tradicionalmente, bailes inaugurais são realizados em vários locais antes e depois das cerimônias de posse. Os bailes oficiais, nos quais o presidente e a primeira-dama comparecem, são organizados pelo comitê de posse, enquanto os bailes não oficiais não são.
| Bailes                                | Patrocinador                   | Data                  | Localização                                         | Referência(s) |
| ------------------------------------- | ------------------------------ | --------------------- | --------------------------------------------------- | ------------- |
| Baile da Paz                          | Busboys and Poets              | 18 de janeiro de 2025 | Museu Nacional de História e Cultura Afro-Americana | [ 51 ]        |
| Baile Black Tie and Boots             | Texas State Society            | 19 de janeiro de 2025 | Hilton Washington                                   | [ 52 ]        |
| Baile Inaugural da GW                 | Universidade George Washington | 19 de janeiro de 2025 | Hotel Omni Shoreham                                 | [ 53 ]        |
| Baile Inaugural Presidencial Palmetto | South Carolina State Society   | 19 de janeiro de 2025 | Galeria Nacional de Retratos                        | [ 54 ]        |
| Baile Inaugural dos Veteranos         | American Legion                | 20 de janeiro de 2025 | Westin Hotels & Resorts                             | [ 55 ]        |